# Renārs Rode
Renārs Rode (Riga, 6 aprile 1989) è un ex calciatore lettone, di ruolo difensore.

## Carriera

### Club
Ha esordito in massima serie nel 2009 con l'Olimps Rīga. Dal 2010 al 2013 ha giocato con lo Skonto, con cui ha vinto il campionato nel 2010 e la Coppa di Lettonia nel 2012 e ha disputato incontri validi per l'Europa League e la Champions League.
Nel 2013 va in Repubblica Ceca con il Teplice, dove però non trova spazio. Nel 2014, tornato in patria, vince il campionato con la maglia del Ventspils.
L'anno seguente è di nuovo allo Skonto: al termine della stagione il club fallisce e Rode torna in Repubblica Ceca, stavolta con il Sigma Olomouc. Anche in questa occasione non trova spazio e a luglio 2016 passa con i sudafricani del Cape Town City.

### Nazionale
Vanta nove presenze con l'Under-21 lettone, con un gol a referto.
Ha esordito in nazionale maggiore il 6 settembre 2013, nella gara valida per le Qualificazioni al campionato mondiale di calcio 2014 contro la Lituania, entrando nei minuti di recupero al posto di Artjoms Rudņevs. Un mese più tardi, al suo secondo incontro segnò il gol del definitivo 2-2 contro la Slovacchia.

## Statistiche

### Cronologia presenze e reti in Nazionale
| Cronologia completa delle presenze e delle reti in nazionale ― Lettonia | Cronologia completa delle presenze e delle reti in nazionale ― Lettonia | Cronologia completa delle presenze e delle reti in nazionale ― Lettonia | Cronologia completa delle presenze e delle reti in nazionale ― Lettonia | Cronologia completa delle presenze e delle reti in nazionale ― Lettonia | Cronologia completa delle presenze e delle reti in nazionale ― Lettonia | Cronologia completa delle presenze e delle reti in nazionale ― Lettonia | Cronologia completa delle presenze e delle reti in nazionale ― Lettonia |
| Data                                                                    | Città                                                                   | In casa                                                                 | Risultato                                                               | Ospiti                                                                  | Competizione                                                            | Reti                                                                    | Note                                                                    |
| ----------------------------------------------------------------------- | ----------------------------------------------------------------------- | ----------------------------------------------------------------------- | ----------------------------------------------------------------------- | ----------------------------------------------------------------------- | ----------------------------------------------------------------------- | ----------------------------------------------------------------------- | ----------------------------------------------------------------------- |
| 6-9-2013                                                                | Riga                                                                    | Lettonia                                                                | 2 – 1                                                                   | Lituania                                                                | Qual. Mondiali 2014                                                     | -                                                                       | 90+3’                                                                   |
| 15-10-2013                                                              | Riga                                                                    | Lettonia                                                                | 2 – 2                                                                   | Slovacchia                                                              | Qual. Mondiali 2014                                                     | 1                                                                       |                                                                         |
| 15-11-2013                                                              | Dublino                                                                 | Irlanda                                                                 | 3 – 0                                                                   | Lettonia                                                                | Amichevole                                                              | -                                                                       | 90'+3’                                                                  |
| 5-3-2014                                                                | Skopje                                                                  | Macedonia                                                               | 2 – 1                                                                   | Lettonia                                                                | Amichevole                                                              | -                                                                       |                                                                         |
| Totale                                                                  |                                                                         | Presenze                                                                | 4                                                                       |                                                                         | Reti                                                                    | 1                                                                       |                                                                         |

## Palmarès
- Campionato lettone: 2

Skonto: 2010
Ventspils: 2014
- Coppa di Lettonia: 1

Skonto: 2011-2012